# 2025年の文学
2025年の文学（2025ねんのぶんがく）では、2025年の世界の文学に関する出来事について記述する。
2024年の文学 - 2025年の文学 - 2026年の文学

## 受賞
全世界、全ての言語
- ノーベル文学賞

2025年のノーベル文学賞は、10月9日に受賞者が発表され、12月10日に授与式が行われる。
ヨーロッパ
英語圏
- ブッカー賞 - 7月29日に候補作品を12-13ほど挙げた長いリストが、9月23日にそれを6作品に絞り込んだリストが、11月10日に受賞者が発表される[1]。

フランス語圏
- ゴンクール賞 - 5月7日に発表され、ガエル・オクタビア（Gaël Octavia）の『Mathilde T.の異質さ』（原題 : L'étrangeté de Mathilde T.）が受賞。

スペイン語圏
- セルバンテス賞 - 受賞者は年末に発表され、翌2026年4月23日に授与式が行われる。

台湾
日本国内
- 第172回（2024年下半期）芥川賞・直木賞（1月15日）
  - 芥川賞 - 安堂ホセ『DTOPIA（デートピア）』（文藝秋号）、鈴木結生『ゲーテはすべてを言った』（小説トリッパー秋号）
  - 直木賞 - 伊与原新 『藍を継ぐ海』（新潮社）
- 第173回（2025年上半期）芥川賞・直木賞（7月16日）
  - 芥川賞 - 該当者無し[2]
  - 直木賞 - 該当者無し[2]

- 第22回本屋大賞（4月9日） - 阿部暁子『カフネ』（講談社）

児童文学賞
- 国際アンデルセン賞作家賞 - 隔年で授与されており、翌2026年国際アンデルセン賞の候補者（作家とイラストレーターの組み合わせなど44（組あるいは人）が、ボローニャ児童書フェア開催中の本年3月31日に、国際児童図書評議会（IBBY）から公表された[3]。2026年1月に最終候補者（ショートリスト）が公表され、2026年3月に受賞者が発表され、2026年8月に授与式が行われる。

## 日本国内の出来事
- 1月15日 - 第172回芥川龍之介賞・直木三十五賞（2024年度下半期）選考会が行われ、芥川賞に安堂ホセの『DTOPIA（デートピア）』（文藝秋号）と、鈴木結生の 『ゲーテはすべてを言った』（小説トリッパー秋号）   直木賞に伊与原新の『藍を継ぐ海』（新潮社）を選出・受賞

。
- 4月9日 - 第22回本屋大賞が発表され、阿部暁子の『カフネ』（講談社）が受賞。[5]
- 7月16日 - 第173回芥川龍之介賞・直木三十五賞（2025年度上半期）選考会が行われたが、芥川賞、直木賞共に該当者なしになった。芥川賞、直木賞共に該当者なしは第118回（1997年上半期）以来28年ぶり。[2]